# Władimir Bogucki
Władimir Nikiforowicz Bogucki (ros. Владимир Никифорович Богуцкий, ur. 1891 we wsi Zarieczne, zm. 8 lipca 1937 w Charkowie) – radziecki działacz państwowy.

## Życiorys
W 1919 został członkiem RKP(b), w 1924 był zastępcą ludowego komisarza aprowizacji Ukraińskiej SRR, 1925-1927 przewodniczącym Komitetu Wykonawczego Mariupolskiej Rady Okręgowej, a 1927-1929 prezesem Zarządu Ukraińskiego Banku Rolniczego. Następnie pełnił funkcję I zastępcy Komitetu Wykonawczego Charkowskiej Rady Obwodowej, a od 1935 do stycznia 1937 przewodniczącego Rady Miejskiej Charkowa. 11 stycznia 1937 został aresztowany, następnie rozstrzelany podczas wielkiego terroru.